# All Down the Line
All Down the Line è un brano musicale del gruppo rock britannico The Rolling Stones, contenuto nel loro album  Exile on Main St. del 1972.
Anche se inizialmente presa in considerazione per essere pubblicata come singolo, la canzone fu alla fine inserita solo come lato B del singolo Happy.

## Il brano
Scritta da Mick Jagger e Keith Richards, All Down the Line è una traccia dal trascinante sound rock and roll che apre la quarta facciata di Exile on Main St.. Una versione acustica del pezzo venne incisa nel 1969 durante le sessioni iniziali per l'album che sarebbe diventato Sticky Fingers. La registrazione si svolse a Nellcôte, la villa affittata da Keith Richards in Francia, e ai Sunset Sound Studios di Los Angeles.
I Rolling Stones diedero un nastro demo della canzone ad una stazione radiofonica di Los Angeles affinché la trasmettessero in radio.
Dopo l'uscita di Exile on Main St., Allen Klein fece causa ai Rolling Stones per violazione degli accordi in quanto All Down the Line e quattro altri brani inclusi nell'album erano stati composti mentre Jagger e Richards erano ancora sotto contratto con la sua compagnia, la ABKCO Records. La ABKCO ottenne quindi i diritti di pubblicazione delle canzoni, una percentuale delle royalties derivanti da Exile on Main St., e fu in grado di pubblicare un altro album compilation dei Rolling Stones, More Hot Rocks (Big Hits & Fazed Cookies), con materiale prevalentemente ancora inedito.

## Formazione
- Mick Jagger: voce solista
- Keith Richards: chitarra ritmica, cori
- Mick Taylor: slide guitar
- Bill Wyman: basso
- Charlie Watts: batteria
- Nicky Hopkins: pianoforte
- Bobby Keys: sax
- Jim Price: tromba e trombone[3]
- Kathi McDonald: cori
- Bill Plummer: basso
- Jimmy Miller: maracas

## Esecuzioni dal vivo
I Rolling Stones eseguirono dal vivo All Down the Line in ogni tour dal 1972 al 1981 e dal Voodoo Lounge Tour (1994–95) in avanti.
Esecuzioni live della canzone del giugno 1972 e del novembre 1981 furono incluse nei film concerto Ladies and Gentlemen: The Rolling Stones e Let's Spend the Night Together, rispettivamente. Una versione dal vivo datata a maggio 1995 è stata inserita come B-side nel singolo Like a Rolling Stone (Live) in promozione dell'album Stripped.